# Junior Senior
Junior Senior è un duo dance danese nato nel 1998.
Junior Senior ha visto la luce nel 1998, quando Jesper Mortensen (nato il 17 febbraio 1977) e Jeppe Laursen (nato il 25 dicembre 1975) si ritrovano dopo lo scioglimento del loro precedente gruppo, Ludo-X, sciolto nel 1995. Firmano un contratto con l'etichetta danese Crunchy Frog Records. Sebbene Jeppe Senior Laursen sia gay, il gruppo ha suonato a un unico evento gay: il Gay Pride di Copenaghen. Hanno suonato, oltre che in Danimarca, anche negli Stati Uniti e in Giappone.

## Discografia

### Album
- 2002 - D-D-Don't Don't Stop The Beat
- 2005 - Hey Hey My My Yo Yo

## EP e singoli
- 2002 - Move Your Feet
- 2003 - Rhythm Bandits
- 2003 - Shake Your Coconuts
- 2003 - Boy Meets Girl
- 2005 - Take My Time
- 2005 - Itch, U Can't Skratch
- 2007 - Say Hello, Wave Goodbye
- 2007 - Can I Get Get Get

## Formazione
- Jesper "Junior" Mortensen - sintetizzatori, chitarra, voce
- Jeppe "Senior" Laursen - voce.